# The Widow's Last
The Widow's Last è un cortometraggio muto del 1914. Il nome del regista non viene riportato nei credit del film prodotto dalla Nestor e interpretato da Murdock MacQuarrie e Helen Leslie.

## Produzione
Il film fu prodotto dalla Nestor Film Company.

## Distribuzione
Distribuito dall'Universal Film Manufacturing Company, il film - un cortometraggio di una bobina - uscì nelle sale cinematografiche USA l'8 dicembre 1914.